# Autostrada A2 (Bulgaria)
Autostrada A2, denumită și autostrada Hemus, sau Haemus (în bulgară Автомагистрала „Хемус“, transliterat: Avtomaghistrala „Hemus”), este o autostradă aflată în construcție în Bulgaria. În final, lungimea ei va fi de 433 km, dintre care 129 km sunt în funcțiune din 2006 (la momentul actual — iunie 2021 — 173,6 km pot fi folosiți). Două tronsoane sunt în exploatare — primul între Sofia și Boaza, iar al doilea de la Varna la Șumen. Scopul autostrăzii Hemus este să lege capitala Sofia de al treilea oraș al țării, Varna, de la Marea Neagră, suprapunându-se pe șoselele europene E70 (Varna–Șumen), E772 (Șumen–Iablanița) și E83 (Iablanița–Sofia).
Secțiunea Praveț–Iablanița a fost deschisă oficial la 5 decembrie 1999. Din cauza zonei montane ce trebuie să o traverseze în Munții Balcani, acest segment de 5,47 km lungime, cu alți 16 km reconstruiți, are două viaducte și un tunel (Praveșki hanove), și întregul tronson Sofia–Iablanița mai are trei tuneluri. Construcția secțiunii Praveț–Iablanița începuse în 1984 dar a fost oprită la sfârșitul anilor 1980 din cauza lipsei banilor, pentru a fi terminată în anii 1998–1999. Secțiunea de 12,8 km ce leagă Șumen de Kaspicean către est a fost deschisă la 30 decembrie 2005 și a costat 77,6 milioane de leva. În ianuarie 2013, Compania Națională „Proiecte Strategice de Infrastructură” a contractat studii de fezabilitate pentru restul autostrăzii Hemus (Iablanița-Panaiot Volovo).
La momentul actual (iunie 2021), tronsonul Boaza-Belokopitovo este împărțit în 11 loturi de construcție, după cum urmează:
lotul 0 - Iablanița-Boaza, 
lotul 1 - Boaza-Dermanți,
lotul 2 - Dermanți-Kalenik,
lotul 3 - Kalenik-Pleven,
lotul 4 - Pleven-Letnița,
lotul 5 - Letnița-Pavlikeni,
lotul 6 - Pavlikeni-Drumul național I-5,
lotul 7 - Drumul național I-5-Drumul național II-51,
lotul 8 - Drumul național II-51-Drumul național II-49,
lotul 9 - Drumul național II-49-Buhovți, și
lotul 10 - Buhovți-Belokopitovo.
Dintre acestea, lotul 0 este dat în exploatare, iar loturile 1, 2, 3, 4, 5 și 10 sunt în diverse faze de construcție.

## Ieșiri
| Ieșire | km    | Destinații                  | Benzi | Note                                     |
| ------ | ----- | --------------------------- | ----- | ---------------------------------------- |
|        | 0     | Sofia                       |       | În exploatare                            |
|        | 1,4   | Dolni Bogrov                |       | În exploatare                            |
|        | 8,4   | Iana                        |       | În exploatare                            |
|        | 21,7  | Potop                       |       | În exploatare                            |
|        | 30,2  | Ciurek                      |       | În exploatare                            |
|        | 33    | Vitinia                     |       | În exploatare                            |
|        | 40    | Topli Dol                   |       | În exploatare                            |
|        | 42    | Ecemișka                    |       | În exploatare                            |
|        | 47    | Botevgrad                   |       | În exploatare                            |
|        | 52,7  | Praveț                      |       | În exploatare                            |
|        | 55    | Praveșki Hanove             |       | În exploatare                            |
|        | 60,4  | Osikovska Lakavița          |       | În exploatare                            |
|        | 67,8  | Djurovo                     |       | În exploatare                            |
|        | 74,6  | Iablanița                   |       | În exploatare                            |
|        | 78,5  | Prelog                      |       | În exploatare                            |
|        | 87,8  | Boaza                       |       | În exploatare                            |
|        | 103,2 | Dermanți                    |       | În construcție (termen deschidere: 2023) |
|        | 122,3 | Kalenik                     |       | În construcție (termen deschidere: 2023) |
|        | 139,3 | Pleven                      |       | În construcție (termen deschidere: 2023) |
|        | 153,1 | Drenov                      |       | În construcție (termen deschidere: 2023) |
|        | 166,1 | Letnița                     |       | În construcție (termen deschidere: 2023) |
|        | 171,5 | Krușuna                     |       | În construcție (termen deschidere: 2023) |
|        | 190   | Butovo                      |       | În construcție (termen deschidere: 2023) |
|        | 195,3 | Pavlikeni                   |       | În construcție (termen deschidere: 2023) |
|        | 204,8 | Dăskot                      |       | Planificat                               |
|        | 222   | Polikraiște, Veliko Tarnovo |       | Planificat                               |
|        | 265,6 | Kovachevsko kale            |       | Planificat                               |
|        | 299   | Loznița                     |       | Planificat                               |
|        | 310,9 | Buhovți                     |       | În construcție (termen deschidere: 2021) |
|        | 327,2 | Belokopitovo                |       | În exploatare                            |
|        | 338   | Șumen-est                   |       | În exploatare                            |
|        | 348,6 | Kaspicean, Novi Pazar       |       | În exploatare                            |
|        | 357   | Nevșa                       |       | În exploatare                            |
|        | 361,8 | Mlada Gvardia               |       | În exploatare                            |
|        | 372   | Provadia-nord               |       | În exploatare                            |
|        | 380,3 | Provadia-est, Gabărnița     |       | În exploatare                            |
|        | 387,3 | Devnea                      |       | În exploatare                            |
|        | 392,5 | Poveleanovo                 |       | În exploatare                            |
|        | 398   | Slăncevo                    |       | În exploatare                            |
|        | 408   | Aeroportul Varna            |       | În exploatare                            |
|        | 418   | Varna-vest                  |       | În exploatare                            |

## Resurse
https://en.wikipedia.org/wiki/Hemus_motorway (articolul Wikipedia în engleză)